# Jasan
Jasan (Fraxinus) je rod rostlin z čeledi olivovníkovité. Jsou to většinou opadavé stromy se vstřícnými lichozpeřenými listy a nevelkými, někdy i bezobalnými květy v latovitých nebo hroznovitých květenstvích. Jsou opylovány hmyzem nebo větrem. Plodem je křídlatá nažka. Rod zahrnuje asi 48 druhů a je rozšířen v mírném pásu severní polokoule s přesahy do tropů a subtropů. Nejvíce druhů se vyskytuje v Číně a Severní Americe. V Evropě rostou celkem 4 druhy, jasan ztepilý a jasan úzkolistý se přirozeně vyskytují i v České republice.
Jasany poskytují kvalitní pevné dřevo, které se používá zejména na podlahy, nábytek a k soustružení. Vysazují se v různých kultivarech jako okrasné a parkové dřeviny. Mají význam v lékařství a léčitelství a jsou zdrojem kumarinů.

## Popis
Jasany jsou jednodomé nebo dvoudomé, opadavé nebo výjimečně stálezelené (Fraxinus griffithii, F. uhdei) stromy, řidčeji keře. Větévky bývají zploštělé. Listy jsou lichozpeřené nebo řidčeji jednolisté (např. F. anomala a některé kultivary jasanu ztepilého), vstřícné nebo i v trojčetných přeslenech, někdy nahloučené na koncích větví. Řapík listu i řapíčky jednotlivých lístků jsou často na bázi ztlustlé. Květy jsou drobné, jednopohlavné, oboupohlavné nebo polygamní, uspořádané v latovitých nebo hroznovitých květenstvích. Květenství jsou buď vrcholová nebo vyrůstají v úžlabí při koncích větví či na loňských letorostech.
Kalich je srostlý, na vrcholu zakončený 4 zuby nebo nepravidelnými laloky. U části zástupců chybí. Koruna je buď bílá až nažloutlá, čtyřčetná a dělená až k bázi, nebo chybí. Tyčinky jsou dvě nebo výjimečně čtyři. Semeník je svrchní, se dvěma komůrkami, v nichž je po dvou vajíčkách. Čnělka je krátká a nese dvouklanou bliznu. Plodem je samara (křídlatá nažka) s jedním vrcholovým, protáhlým křídlem. Obsahuje zpravidla jediné vejčitě podlouhlé semeno.

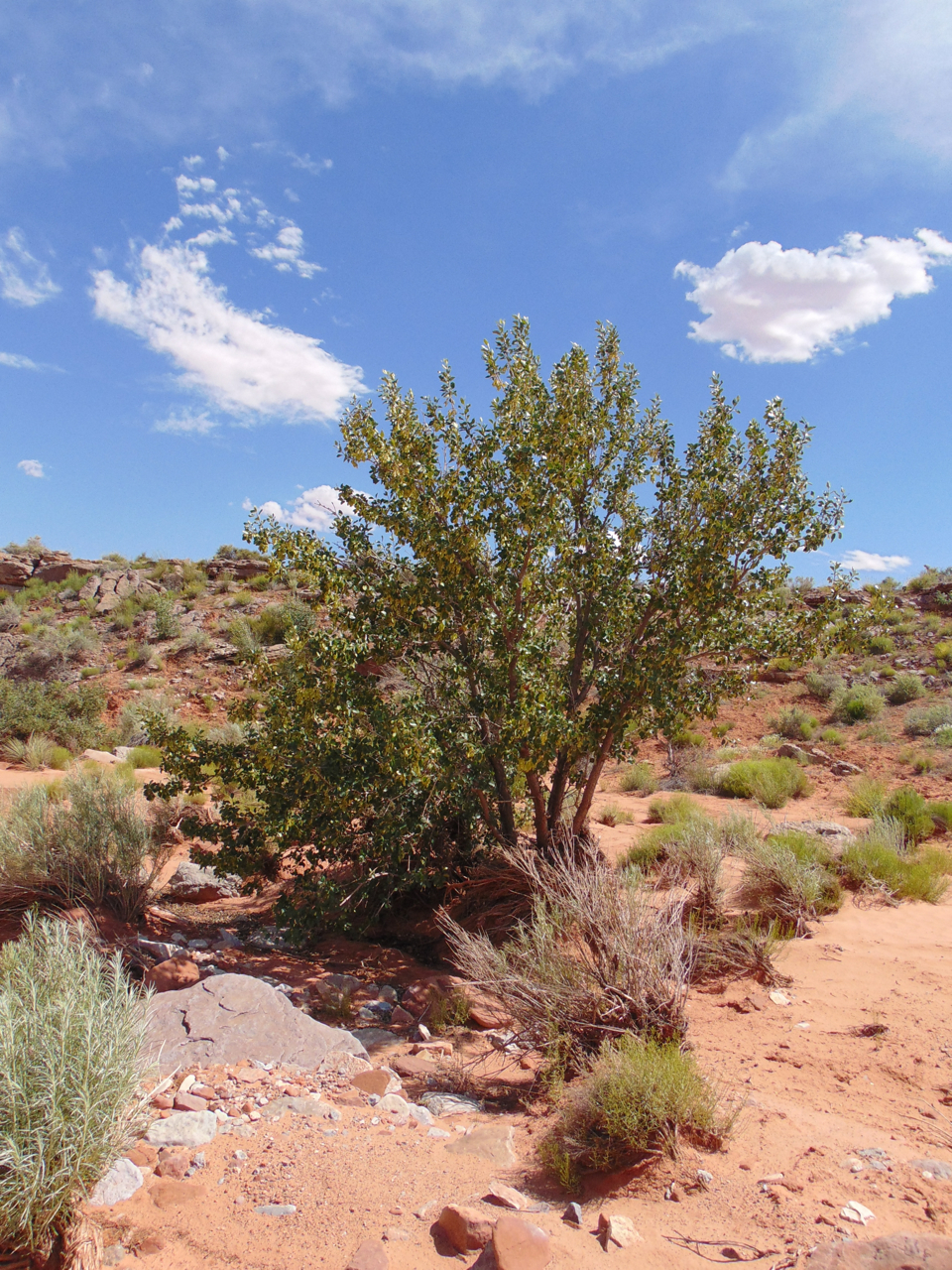
Suchomilný druh Fraxinus anomala z jihozápadu USA
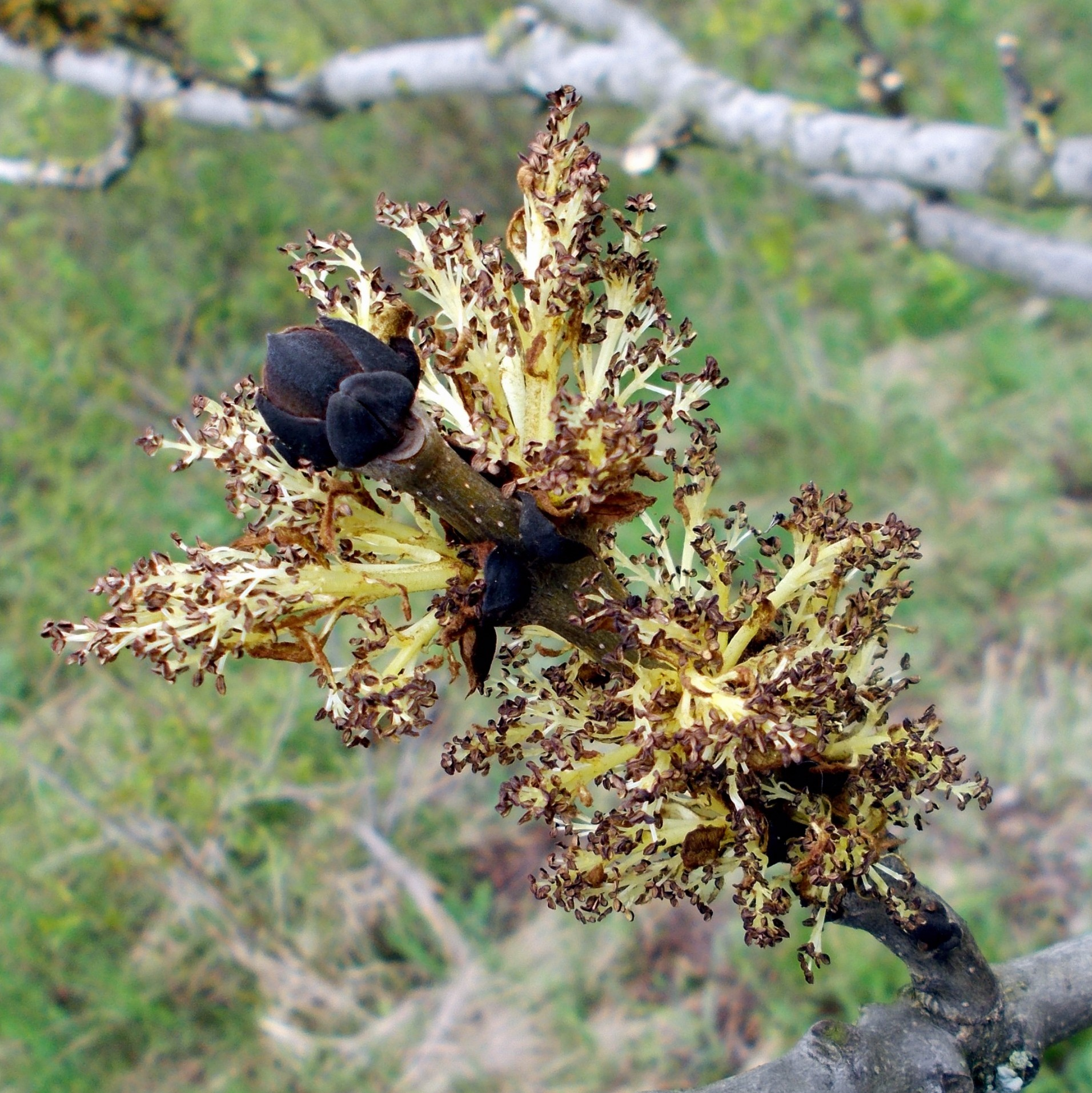
Větévka jasanu ztepilého s květenstvím
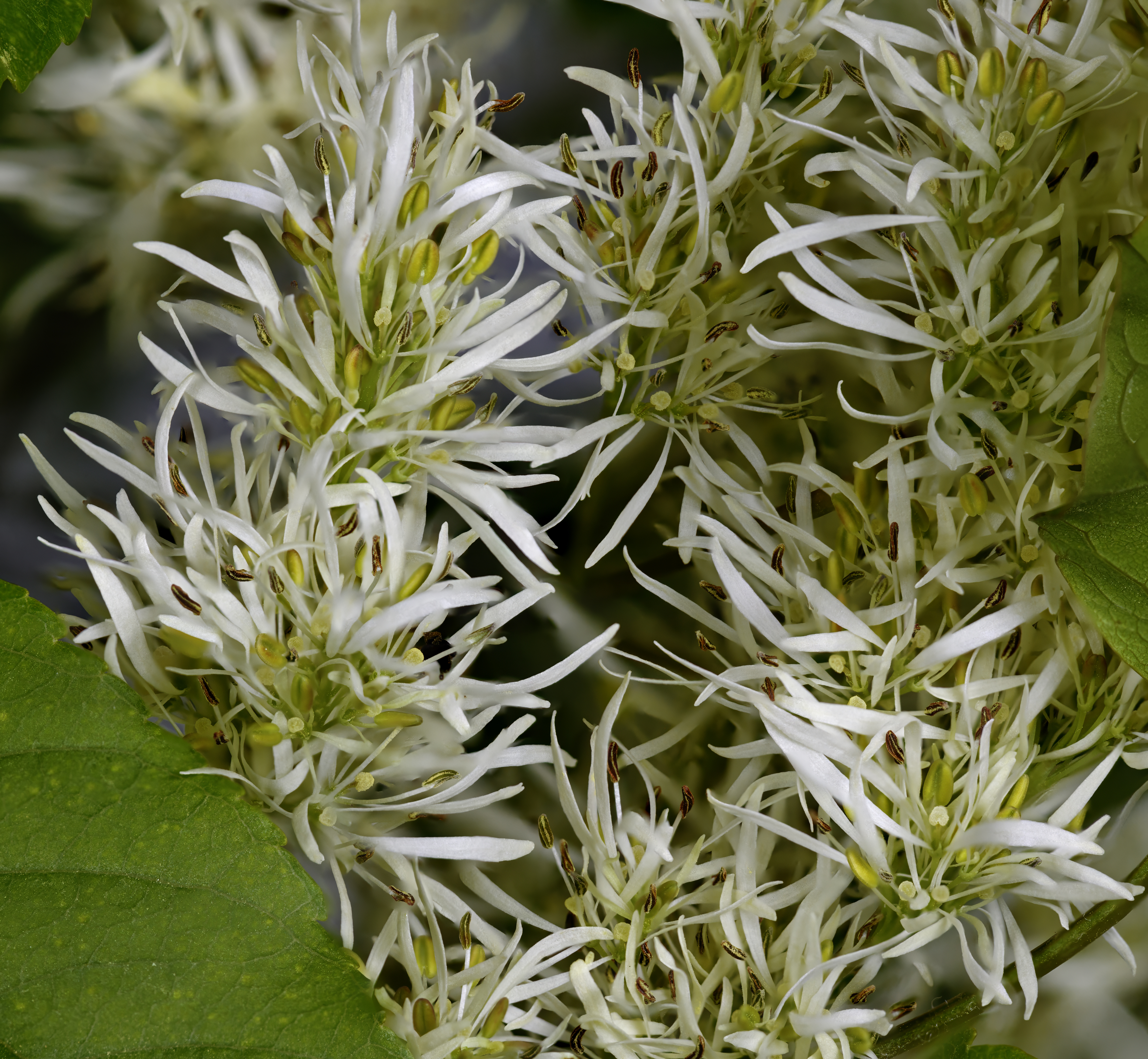
Květenství jasanu zimnáře
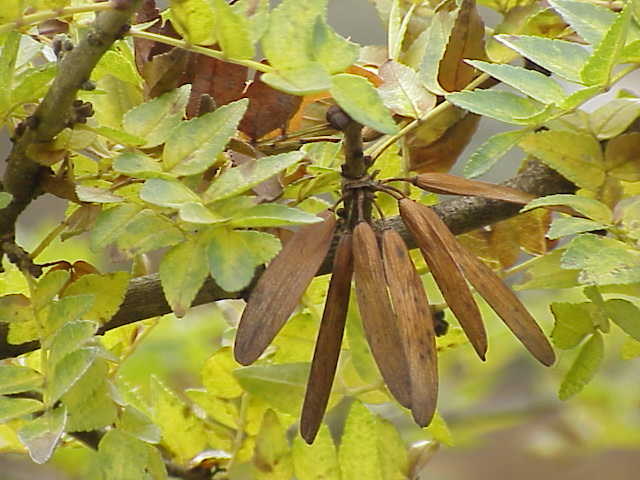
Neobvyklý drobnolistý druh Fraxinus xanthoxyloides s plody
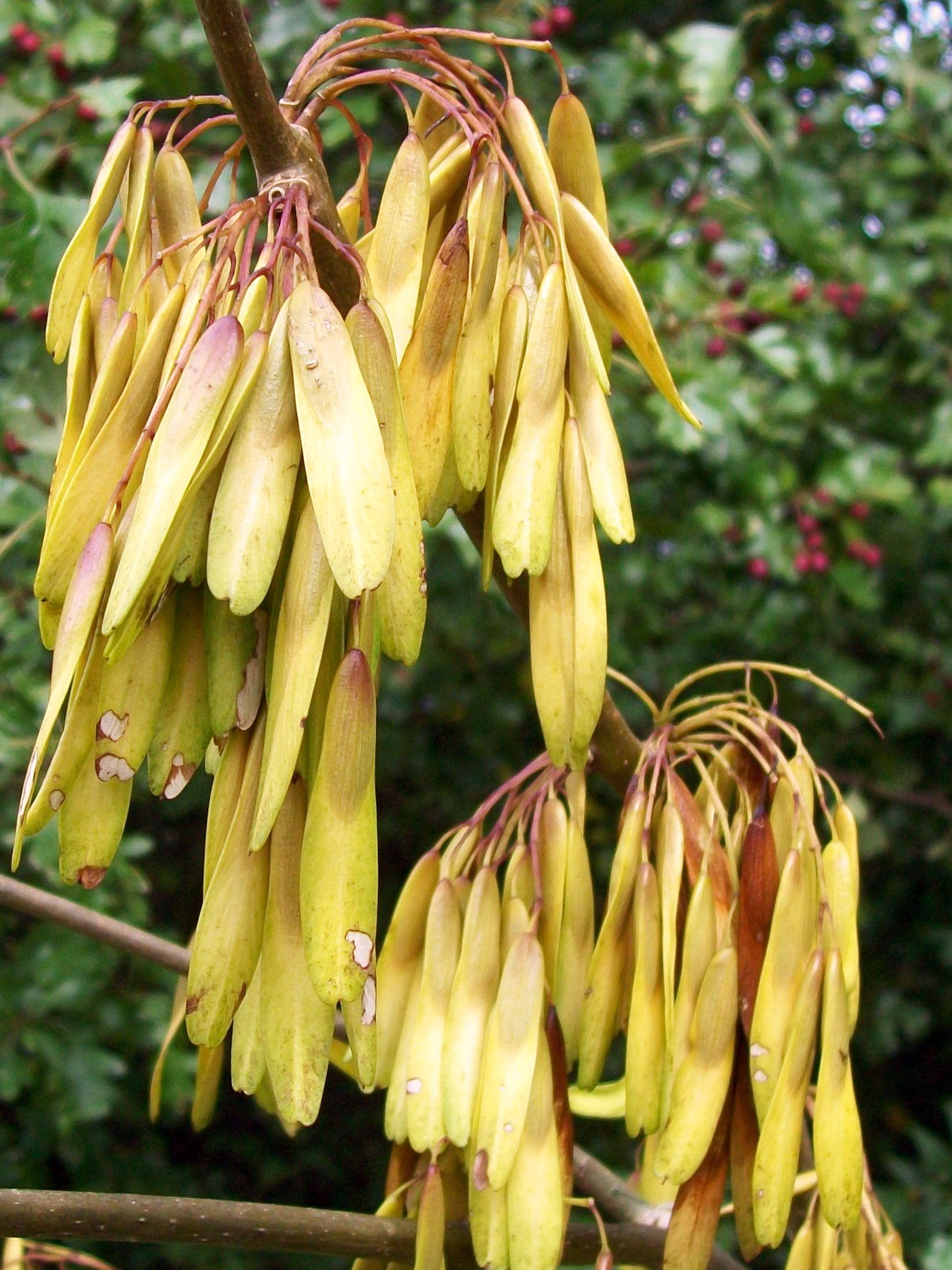
Plody jasanu ztepilého

## Rozšíření
Rod jasan zahrnuje asi 48 druhů. Je rozšířen v Eurasii, Severní a Střední Americe a severní Africe. Centrum druhové diverzity je v Číně (celkem 22 druhů) a v Severní Americe (12 druhů).
V Evropě rostou celkem 4 druhy jasanů, z toho se dva vyskytují přirozeně i v České republice.
Jasan ztepilý je rozšířen téměř v celé Evropě, na východ zasahuje až na Kavkaz a do Íránu. Jasan úzkolistý je rozšířen v teplejších oblastech Evropy a vyskytuje se i na jižní Moravě. Jasan zimnář má v rámci Evropy podobný areál, v České republice se ale vyskytuje jen druhotně. Přirozeně zasahuje na jižní Slovensko. Jasan balkánský (Fraxinus pallisae) roste v jihovýchodní Evropě a na Kavkaze.
V Severní Americe se vyskytuje celkem 12 druhů, z nichž šest zasahuje i do Kanady. Největší areál má jasan pensylvánský a jasan americký. Na jih zasahují jasany v Americe přes Mexiko po Honduras a Kubu. V severní Africe se vyskytují dva druhy, omezené výskytem na západní část dané oblasti (Maroko, Alžírsko, Tunisko).
V Asii sahá areál rodu od jihozápadní Asie přes Střední a Jižní Asii a Čínu po Ruský Dálný východ a Japonsko a přes Indočínu po Malé Sundy a Filipíny.
Jasany rostou na poměrně pestré škále stanovišť od oblastí mírného pásu po subtropy a tropy, od polopouští po vlhké poříční biotopy a od nížin do subalpínského stupně.
Středoamerické druhy rostou nejčastěji podél vodních toků v nadmořských výškách do 2000 metrů. Na podobných stanovištích rostou i tropické druhy z jihovýchodní Asie.

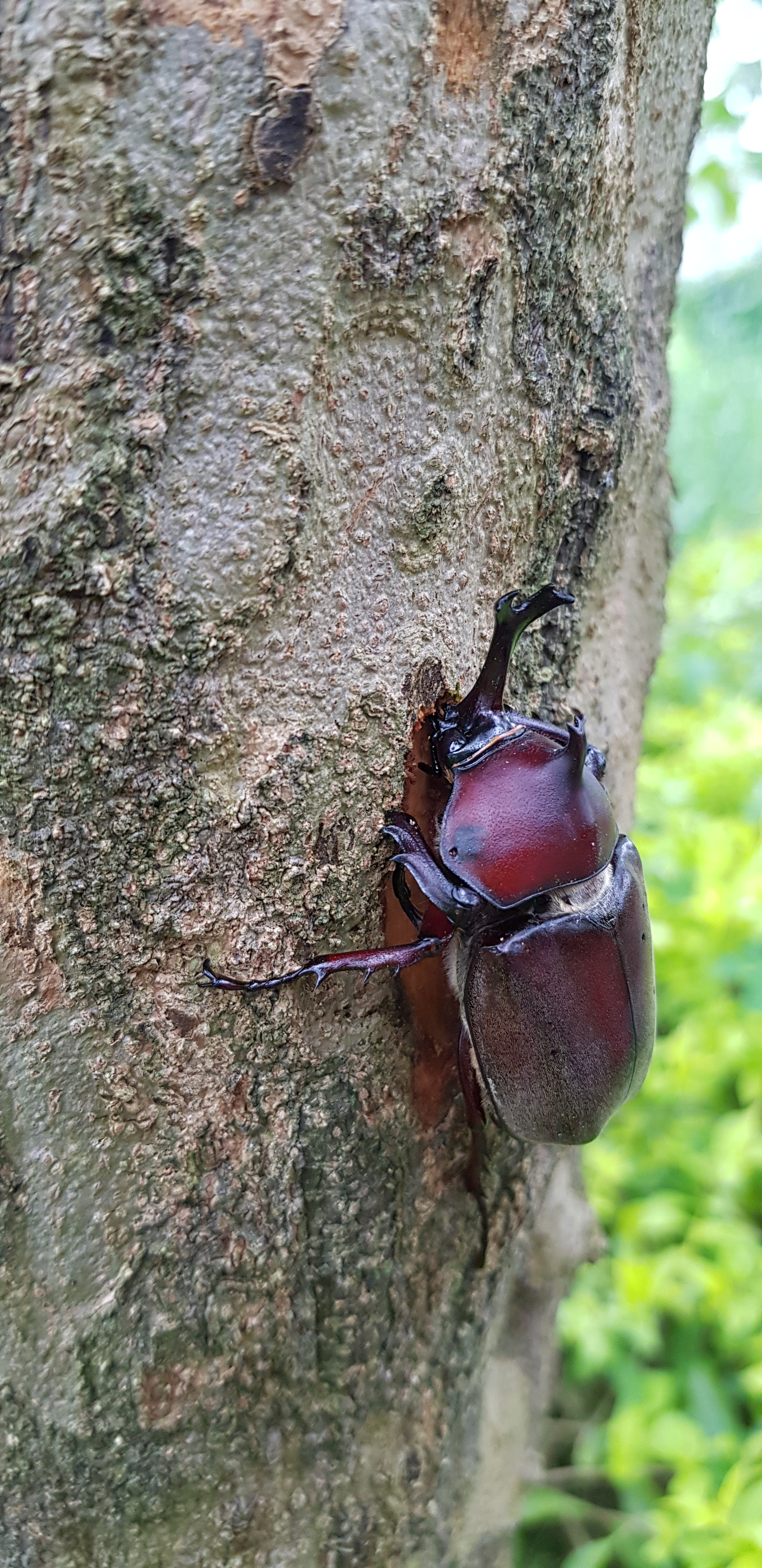
Japonský nosorožík Alomyrrhina dichotoma hodující na míze jasanu

## Ekologické interakce
Přibližně třetina všech druhů jasanu má bílé, vonné květy v koncových latách, které jsou opylovány převážně hmyzem. Květy zbývajících 34 druhů jsou bezkorunné, nevonné, obvykle jednopohlavné, nahloučené v úžlabních květenstvích a opylované větrem. Za původnější způsob opylování je považována entomogamie, zatímco opylování větrem se u jasanů vyvinulo druhotně v několika vývojových liniích a je doprovázeno přechodem k dvoudomosti.
Křídlaté plody jsou uzpůsobeny šíření větrem.
Jasany jsou živnými rostlinami housenek široké škály denních i nočních motýlů. Z druhů rozšířených i v České republice je to např. babočka osiková, hnědásek osikový, nesytka sršňová, přástevník americký, lišaj šeříkový a různé můry. Ve větvích vrtají housenky drvopleně obecného a drvopleně hrušňového. V Severní Americe se listy jasanů živí různé druhy martináčů a lišajů, otakárci Papilio glaucus a Papilio multicaudatus a babočka Euphydryas phaeton. Žijí na nich také bizarní housenky můry Phobetron pithecium z čeledi slimákovcovití. V Asii se listy jasanů živí např. housenky babočky Athyma ranga.

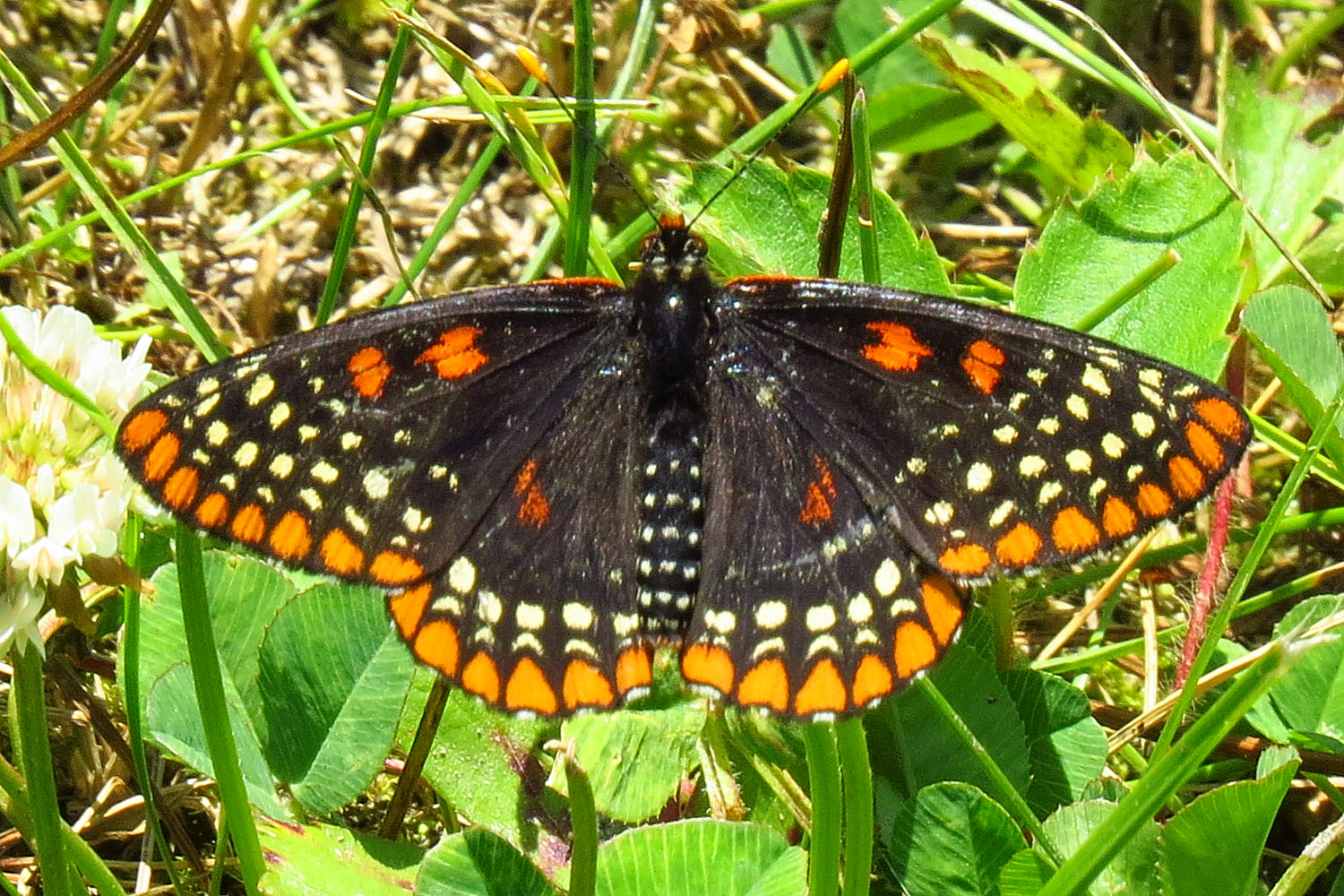
Severoamerická babočka Euphydryas phaeton
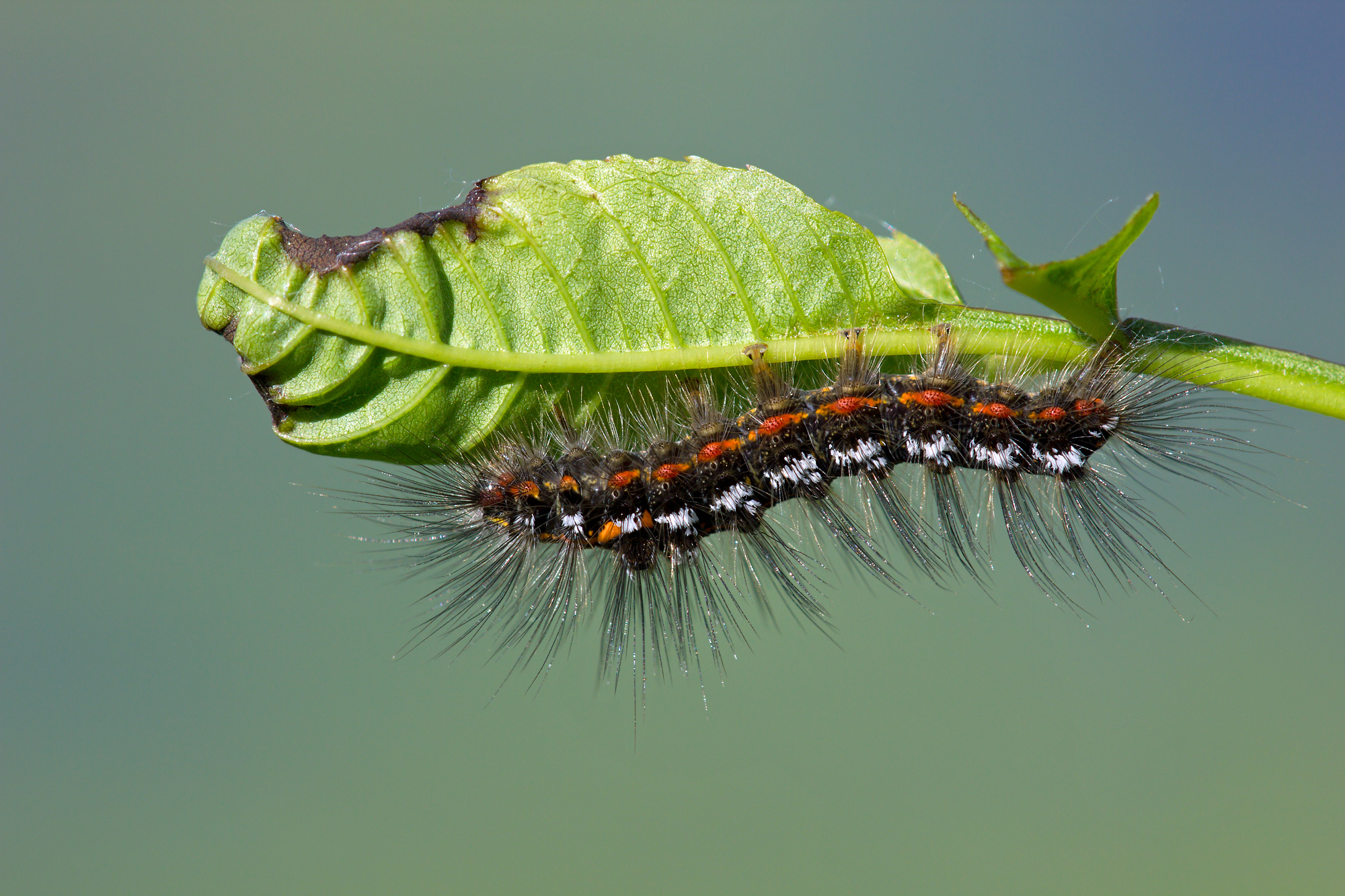
Housenka bekyně pižmové na jasanu
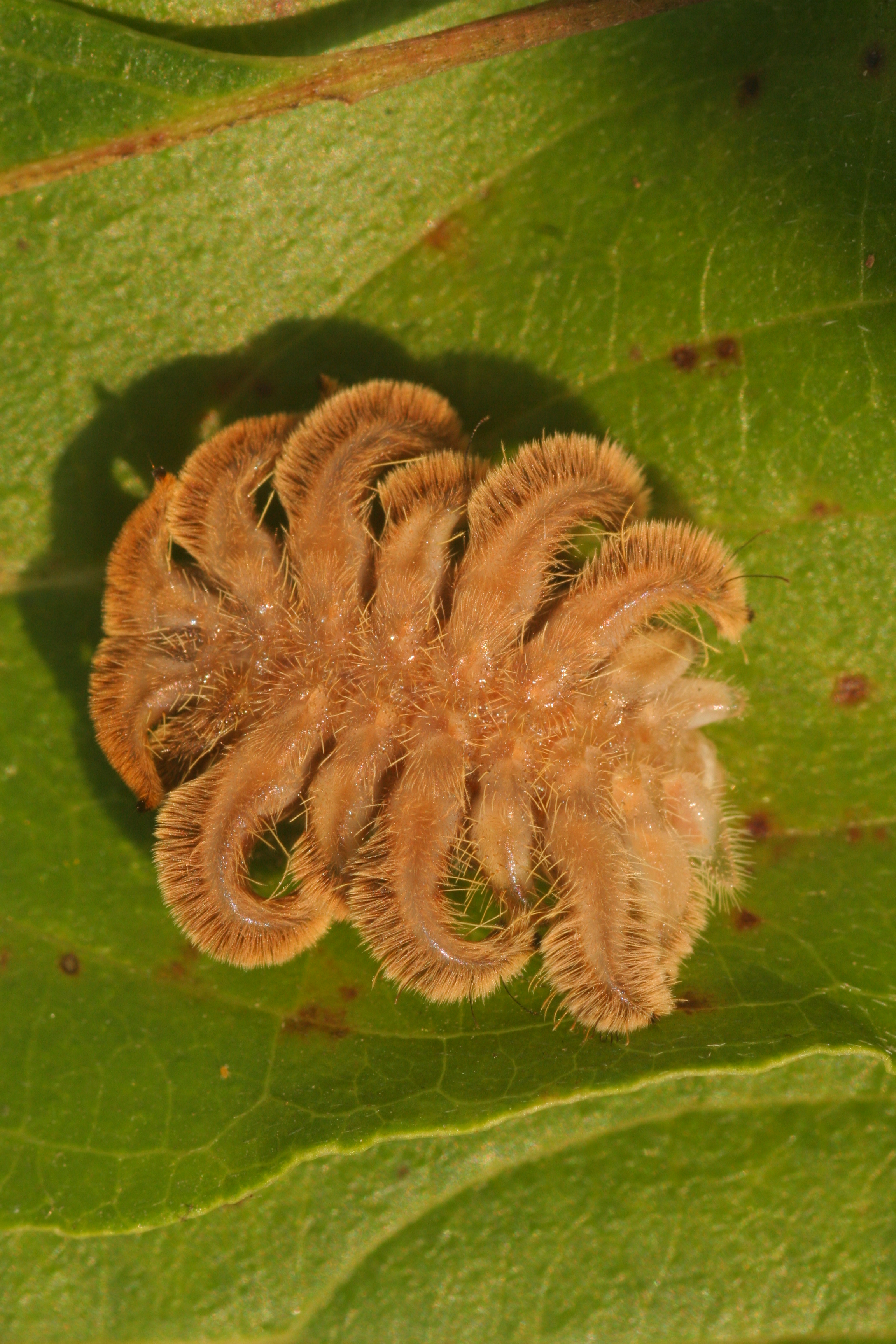
Bizarní housenka můry Phobetron pithecium

## Choroby a škůdci
Jasan ztepilý a některé další druhy (jasan úzkolistý, někdy i jasan americký) jsou napadány a decimovány onemocněním známým jako nekróza jasanu nebo také chřadnutí jasanů. Onemocnění je způsobováno houbou Chalara fraxinea, prorůstající do dřeva i cévních svazků hostitele. Napadení se projevuje odumíráním letorostů i kosterních větví a prosycháním stromů. Bělavé plodničky této houby jsou známy pod názvem voskovička jasanová (Hymenoscyphus fraxineus, syn. H. pseudalbidus) a běžně se vyskytují na opadaných řapících jasanových listů. V České republice se první projevy choroby objevily v 90. letech, k masovému šíření dochází přibližně od roku 2004. Další houbou napadající jasany je padlí jasanové (Phyllactinia fraxini). V Severní Americe i v evropské části Ruska a na Ukrajině se šíří další závažný škůdce jasanů, polník jasanový. Brouk pochází z východní Asie. Napadá různé druhy jasanu i některé další listnaté stromy. Larvy vrtají pod kůrou, dřevina zpravidla do 3 let od napadení odumírá. V České republice nebyl výskyt tohoto brouka dosud zjištěn.

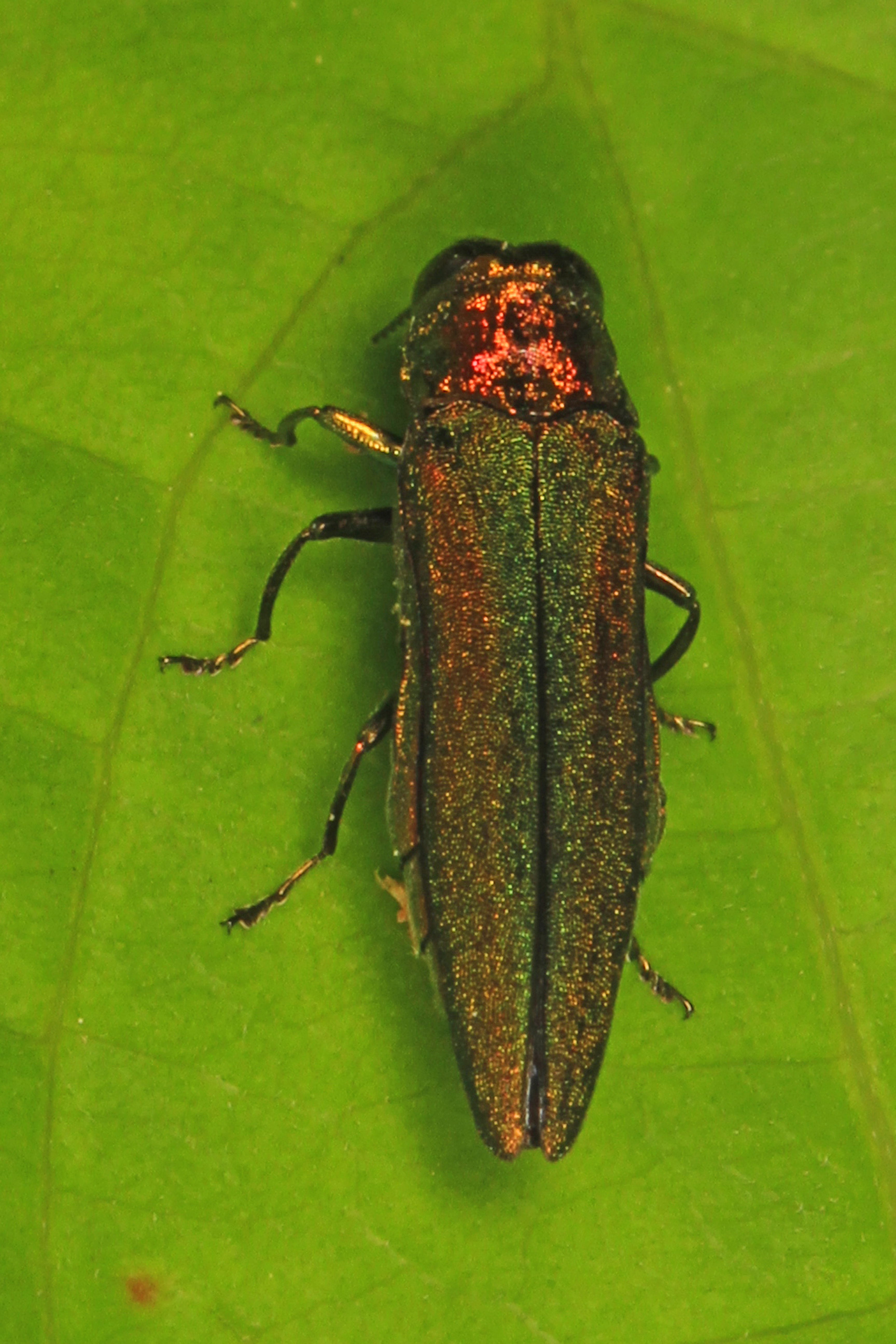
Polník jasanový (Agrilus planipennis)
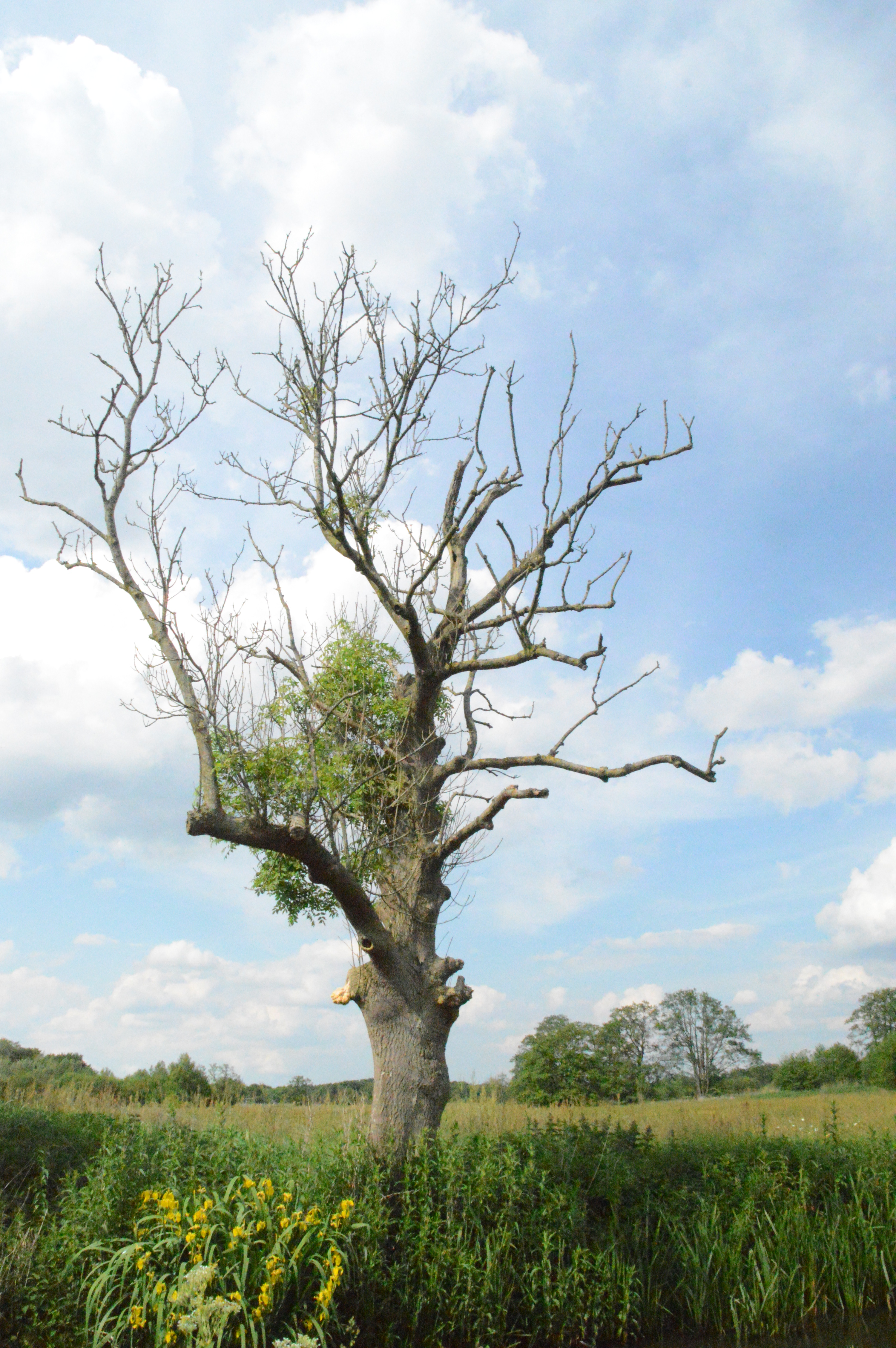
Prosychající koruna jasanu ztepilého
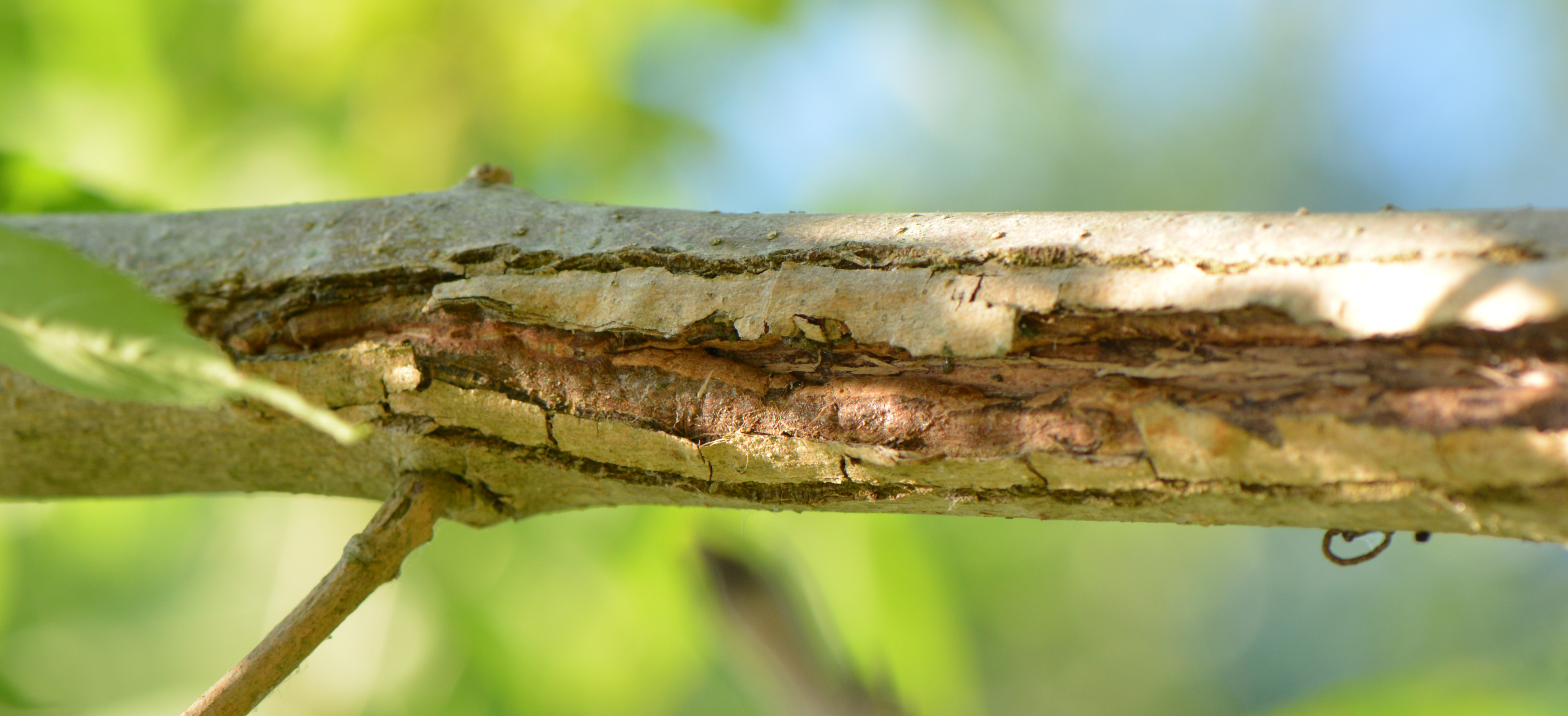
Větev jasanu napadená nekrózou
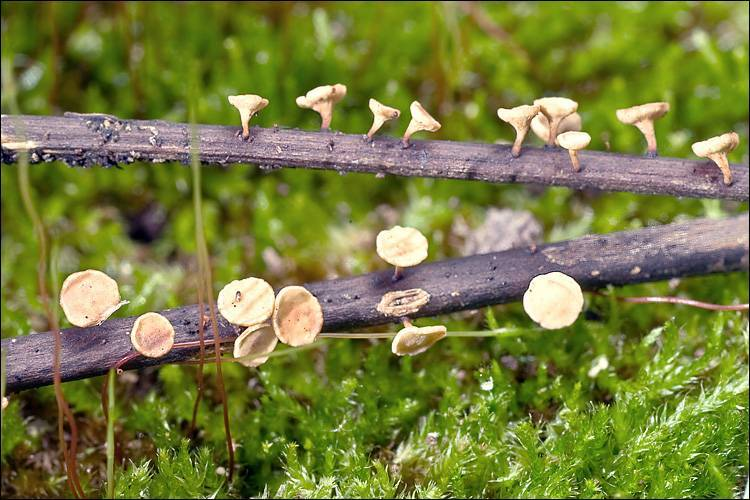
Plodnice voskovičky jasanové

## Obsahové látky
Charakteristickými látkami obsaženými v jasanech jsou zejména kumariny, sekoiridoidy a fenyletanoidy, přítomny bývají i lignany, flavonoidy a jednoduché fenolické sloučeniny. Přítomnost kumarinů je v rámci čeledi olivovníkovité jedinečná. Bylo jich zjištěno celkem 23, nejběžnější je eskulin a fraxin. Kumariny mohou být buď volné, nebo vázené ve formě glukosidů. Z některých druhů jasanu jsou průmyslově získávány.
Sekoiridoidů bylo zjištěno asi 50. Vyskytují převážně vázané v glukosidické formě. Patří mezi ně mimo jiné oleosid, oleuropein, uhdenosid, framosid a četné další.
Z fenyletanoidních glykosidů je to zejména verbaskosid, který je obsažen i v evropských druzích jasanu (jasan ztepilý, jasan zimnář). Dále jsou obsaženy fenylpropanoidní glukosidy (syringin, koniferin).
Jasany nejsou jedovaté rostliny, dřevo ale může při opracovávání způsobit podráždění kůže.

Syringin (glukosidy)
Fraxin (kumariny)
Oleuropein (sekoiridoidy)

## Prehistorie a vývoj
Rod Fraxinus se podle výsledků fylogeografických studií vyvinul v oblasti Severní Ameriky v období eocénu před 34 až 56 milióny let. O tomto původu rodu svědčí i severoamerický výskyt bazálních sekcí rodu (sekce Dipetalae, Melioides, Pauciflorae). Nejstarší známé fosílie připisované rodu Fraxinus byly nalezeny na jihovýchodě Severní Ameriky. Odtud se rod rozšířil do Asie a později i do Evropy, došlo ale i k několika případům zpětných přenosů z Eurasie do Severní Ameriky (např. Fraxinus nigra).
Fosílie jasanů raně miocenního stáří jsou známy i ze severočeských hnědouhelných pánví. Konkrétně se jedná o druhy †Fraxinus bilinica a †Fraxinus macroptera.
Prokřemenělé dřevo se strukturou velmi podobnou jasanu, pocházející z paleogénu, bylo popsáno jako rod †Ornoxylon.

## Taxonomie
Rod Fraxinus je v rámci čeledi Oleaceae řazen do podčeledi Oleoideae, tribu Oleeae a samostatného podtribu Fraxininae. Podle výsledků fylogenetických studií je monofyletický. Od nejblíže příbuzných rodů se mj. odlišuje typem plodů (samara). V minulosti byl do daného tribu řazen i rod Fontanesia, který má plody podobného typu. Později bylo zjištěno, že tento rod není s rodem Fraxinus bezprostředně příbuzný a podobnost plodů je důsledkem konvergentního vývoje podobně jako rod Abeliophyllum.
V revizi z roku 2013 je v rámci rodu Fraxinus rozlišováno 48 druhů. Rod je členěn do 6 sekcí, zařazení několika druhů je dosud nevyjasněné.
- sekce Fraxinus: Sekce zahrnuje 4 druhy a má disjunktní areál. Fraxinus excelsior a F. angustifolia mají centrum rozšíření v Evropě, F. mandshurica se vyskytuje ve východní Asii, F. nigra na severovýchodě Severní Ameriky. Rostliny jsou polygamní nebo dvoudomé. Květy jsou bezkorunné, s redukovaným nebo chybějícím kalichem, opylované větrem.

- sekce Sciadanthus: Sekce představuje sesterskou větev sekci Fraxinus a zahrnuje jen dva druhy. Fraxinus xanthoxyloides je rozšířen od severní Afriky po Himálaj, F. hubeiensis v Číně. Jsou to keře a malé stromy, květy bezkorunné, většinou s vyvinutým kalichem, opylované větrem.

- sekce Melioides: Do sekce je řazeno 15 druhů rozšířených v Severní a Střední Americe (F. albicans, F. americana, F. berlandieriana, F. biltmoreana, F. caroliniana, F. coriacea, F. cubensis, F. latifolia, F. papillosa, F. pauciflora, F. pennsylvanica, F. profunda, F. smallii, F. velutina, F. uhdei). Jsou to středně velké až mohutné stromy s jednopohlavnými bezkorunnými květy, opylovanými větrem. Kalich je i za plodu vytrvalý.

- sekce Dipetalae: Sekce zahrnuje 3 druhy, rozšířené v Severní Americe a Mexiku (Fraxinus dipetala, F. anomala, F. quadrangulata). Zástupci sekce jsou dosti různorodí, spojuje je ale několik jedinečných znaků. Větévky jsou hranaté, květy oboupohlavné, rozvíjející se v postranních, bezlistých květenstvích. Mohou být bezkorunné nebo s vyvinutou korunou, opylované větrem nebo hmyzosprašné.

- sekce Ornus: Největší sekce, zahrnující 16 druhů rozšířených v Eurasii (Fraxinus apertisquamifera, F. bungeana, F. floribunda, F. griffithii, F. hubeiensis, F. lanuginosa, F. malacophylla, F. ornus, F. paxiana, F. raibocarpa, F. sieboldiana, F. trifoliolata). V rámci rodu jsou unikátní svými květenstvími, která se rozvíjejí spolu s listy na nejmladších letorostech. Většina druhů má květy se čtyřmi korunními plátky, opylované hmyzem. Čtyři druhy jsou bezkorunné a anemogamní.

- sekce Pauciflorae: Sekce zahrnuje 5 druhů, rozšířených v suchých oblastech jz. USA, Mexiku a Střední Americe (F. greggii, F. gooddingii, F. rufescens, F. dubia, F. purpusii). Jsou to keře a stromy s malými, tuhými listy. Květy jsou bezkorunné, anemogamní, v chudých latách. Řapíky bývají křídlaté.[4]

## Zástupci
- jasan americký (Fraxinus americana)
- jasan balkánský (Fraxinus pallisae)
- jasan biltmorejský (Fraxinus biltmoreana)
- jasan Bungeův (Fraxinus bungeana)
- jasan celochlupatý (Fraxinus holotricha)
- jasan černý (Fraxinus nigra)
- jasan čínský (Fraxinus chinensis)
- jasan čtyřhranný (Fraxinus quadrangulata)
- jasan dvouplátečný (Fraxinus dipetala)
- jasan Hookerův (Fraxinus hookeri)
- jasan kosoplodý (Fraxinus raibocarpa)
- jasan mandžuský (Fraxinus mandshurica)
- jasan odlišný (Fraxinus anomala)
- jasan okrouhlolistý (Fraxinus rotundifolia)
- jasan oregonský (Fraxinus latifolia)
- jasan Paxův (Fraxinus paxiana)
- jasan pensylvánský (Fraxinus pennsylvanica)
- jasan plstnatý (Fraxinus profunda, syn. F. tomentosa)
- jasan sametový (Fraxinus velutina)
- jasan Sieboldův (Fraxinus sieboldiana)
- jasan sikimský (Fraxinus sikkimensis)
- jasan sogdijský (Fraxinus sogdiana)
- jasan špičatolistý (Fraxinus longicuspis)
- jasan tlustořapíčný (Fraxinus platypoda)
- jasan úzkolistý (Fraxinus angustifolia)
  - jasan úzkolistý syrský (Fraxinus angustifolia subsp. syriaca)
- jasan zimnář (Fraxinus ornus)
- jasan zobanolistý (Fraxinus rhynchophylla)
- jasan ztepilý (Fraxinus excelsior)
- jasan žlutodřevový (Fraxinus xanthoxyloides)[23][24]

## Význam

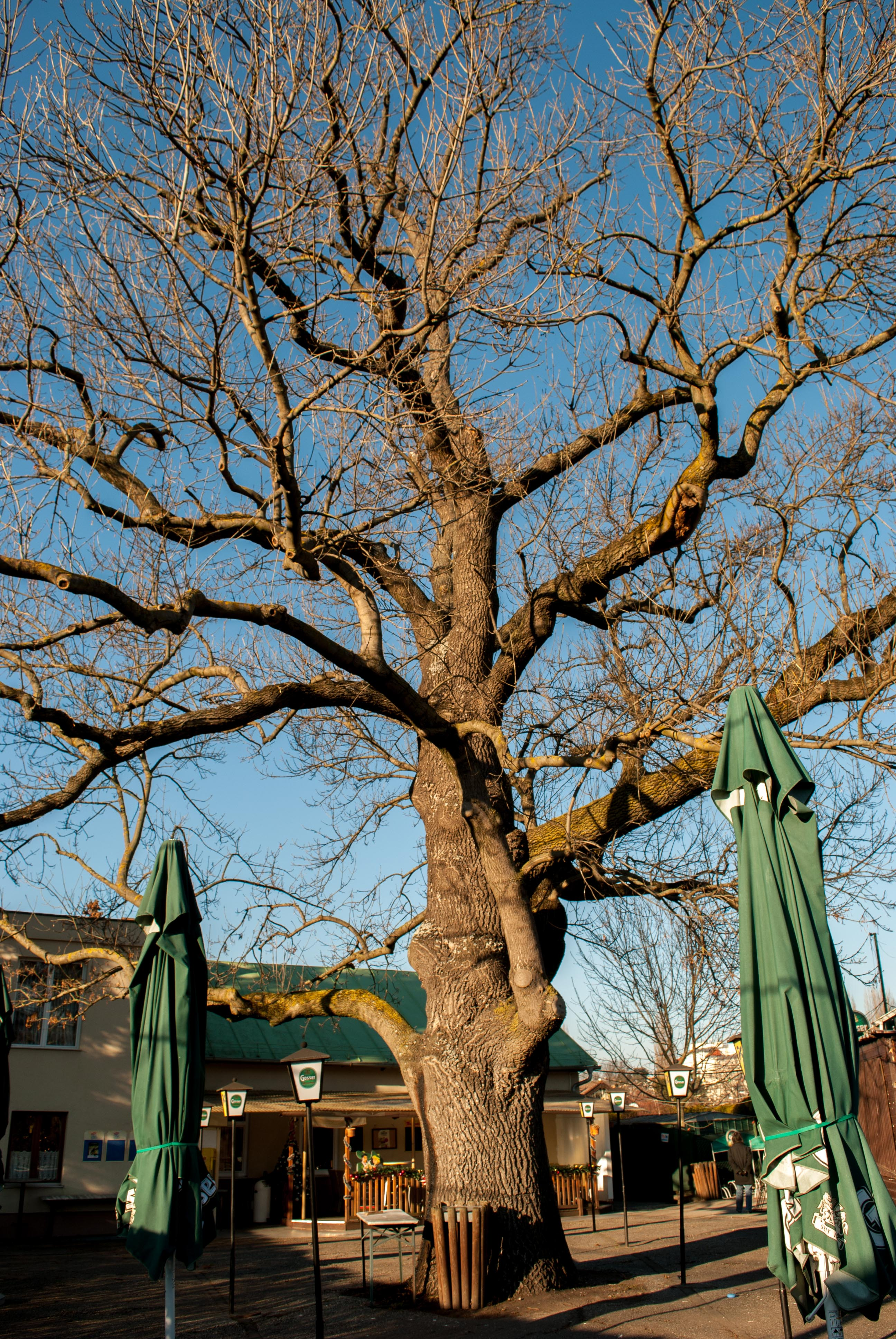
Jasan ztepilý jako okrasná dřevina ve Vídni

Jasan ztepilý je v České republice významnou složkou lesních ekosystémů a 6. nejrozšířenější dřevinou. Jeho porosty pokrývají asi 3,5 % celkové lesní plochy.Jeho doménou jsou zejména lužní a suťové lesy. V minulosti byl vysazován do lesních porostů i jasan pensylvánský. Jasany jsou pěstovány jako okrasné a parkové dřeviny. Jsou to rychle rostoucí stromy, které na jaře pozdě raší a na podzim poměrně brzy opadávají. Listy většiny druhů se v podzimním období barví do žluta. Hodí se do parků a větších sadovnických úprav. Nejčastěji se pěstují různé kultivary jasanu ztepilého, mezi nimiž lze nalézt i převisavé nebo jednolisté formy, a nápadně kvetoucí jasan zimnář. Většině druhů vyhovuje slunné stanoviště a hlubší, vlhké a výživné půdy. Jasan zimnář je vápnomilný a snese i sušší půdy. Jasan americký naopak snáší i přemokření. Botanické druhy lze rozmnožovat výsevem semen. Okrasné kultivary se množí roubováním nebo očkováním. Ve sbírkách botanických zahrad a arboret se lze setkat s celou řadou méně běžných druhů. V teplejších oblastech světa je vysazován i nápadně kvetoucí druh Fraxinus paxiana a Fraxinus floribunda.
Jasany poskytují kvalitní a dobře opracovatelné dřevo. Dřevo jasanu ztepilého je světle hnědé až hnědé, s dekorativní texturou a zřetelnými letokruhy, podobně jako u dubového. Je pružné a houževnaté, avšak málo odolné vůči dřevokaznému hmyzu a povětrnostním vlivům. Používá se zejména na podlahy, nábytek, bedny, držadla aj. soustružené výrobky. Obdobné využití má i dřevo jiných druhů jasanu. Ze severoamerických je významný zejména jasan americký, který má dřevo světlé, dále jasan pensylvánský, jasan černý, jasan čtyřhranný, jasan oregonský a jasan plstnatý, z asijských druhů zejména jasan mandžuský. V Americe se z jasanového dřeva také vyrábějí profesionální baseballové pálky.
Šťáva jasanu zimnáře je sladká, neboť obsahuje cukr mannitol. Ve Středomoří byla získávána z naříznuté kůry a poté sušena. Druh byl za tímto účelem i pěstován, a to zejména na Sicílii.
Z vnitřní kůry jasanu čtyřhranného připravovali v Americe první osadníci modré barvivo.
Extraktem z kůry a listů Fraxinus griffithii je na černém trhu v některých částech Indonésie falšováno opium.
Jasany jsou v různých částech světa využívány v lidovém lékařství zejména pro své diuretické a mírně projímavé účinky, také při léčení revmatických bolestí, artritidy, otoků a zánětu močového měchýře. Jasan ztepilý je v Evropě používán jako diuretikum a k léčení revmatitidy již od dob Hippokrata. Nálev z listů je v bylinném lékařství podáván zejména při infekčních a horečnatých stavech, revmatismu a dně, zevně k omývání nehojících se ran, bércových vředů aj.
Podobné tradiční využití má i Fraxinus japonica (syn. F. chinensis subsp. rhynchophylla) v Japonsku a jasan americký v Severní Americe. V čínské medicíně je používán zejména jasan Bungeův a Fraxinus malacophylla. Listy a kůra jasanů jsou na Ruském Dálném východě a v Číně využívány ve formě čajů také k podpoře krevního oběhu.

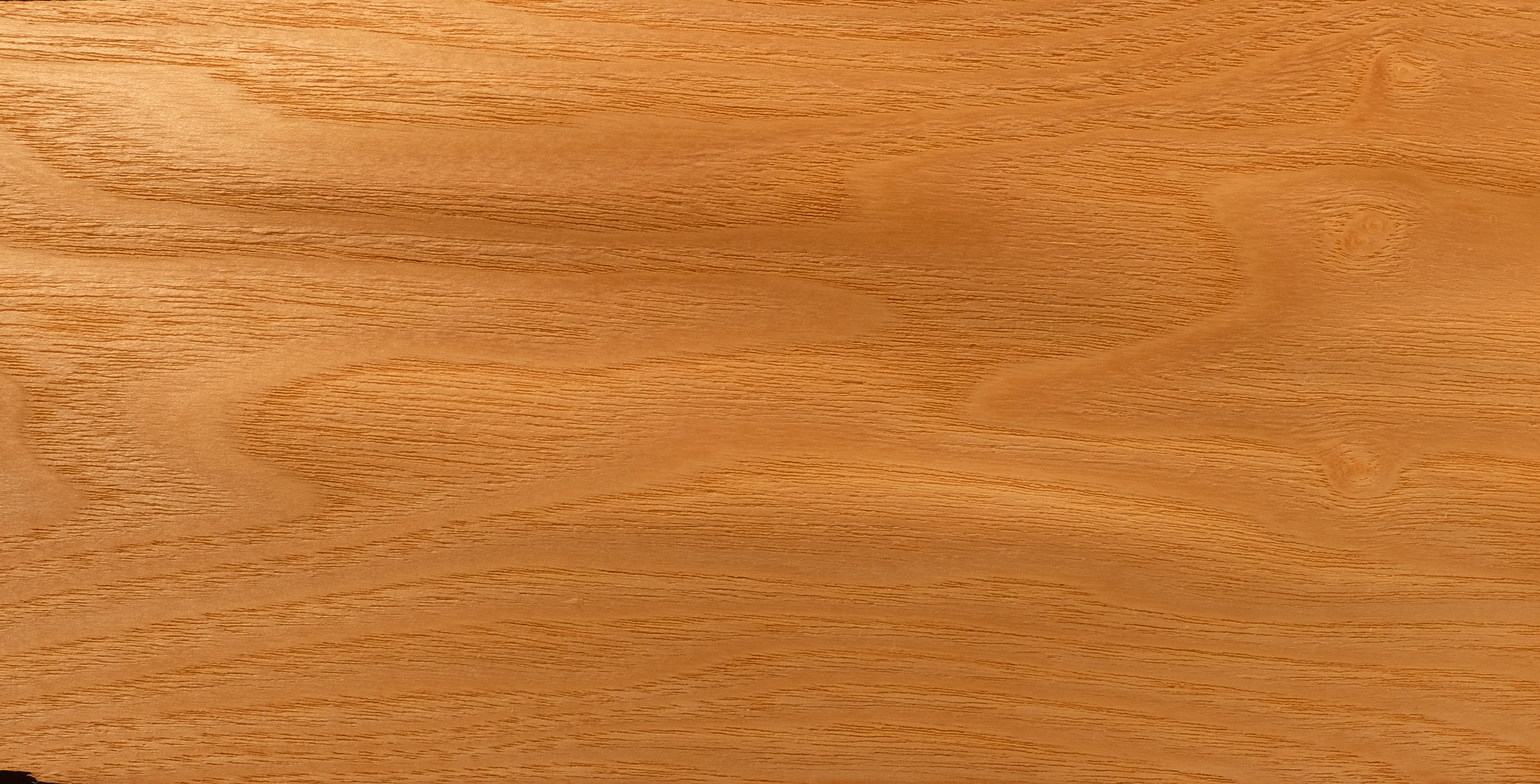
Dřevo jasanu ztepilého
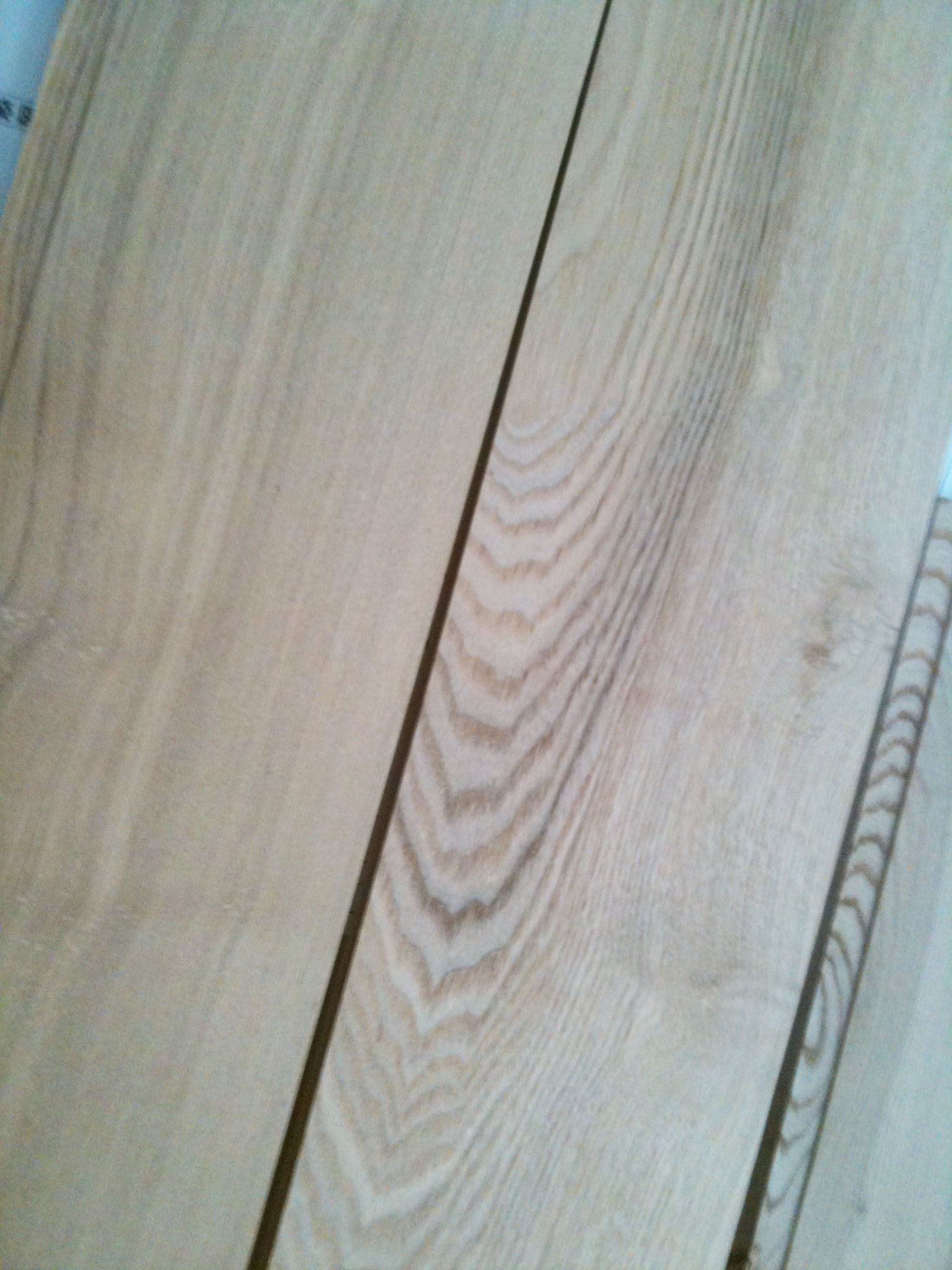
Podlaha ze dřeva Fraxinus platypoda
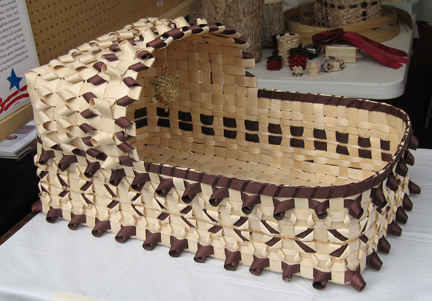
Indiánský košík na mimina ze dřeva jasanu černého
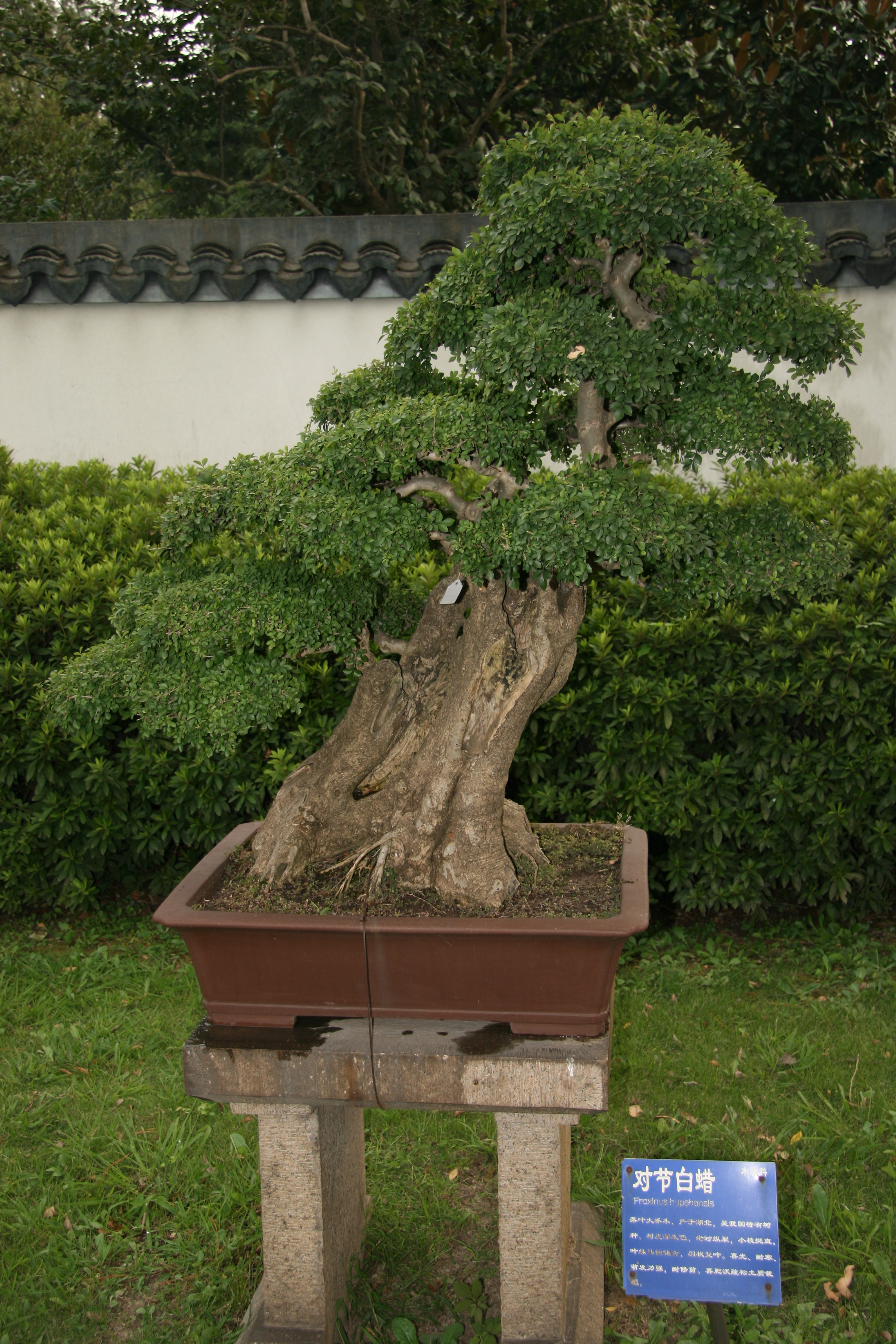
Bonsaj z jasanu Fraxinus hupehensis